# Gose (bière)
 (octobre 2020).
Si vous disposez d'ouvrages ou d'articles de référence ou si vous connaissez des sites web de qualité traitant du thème abordé ici, merci de compléter l'article en donnant les références utiles à sa vérifiabilité et en les liant à la section « Notes et références ».
Pour les articles homonymes, voir Gose.

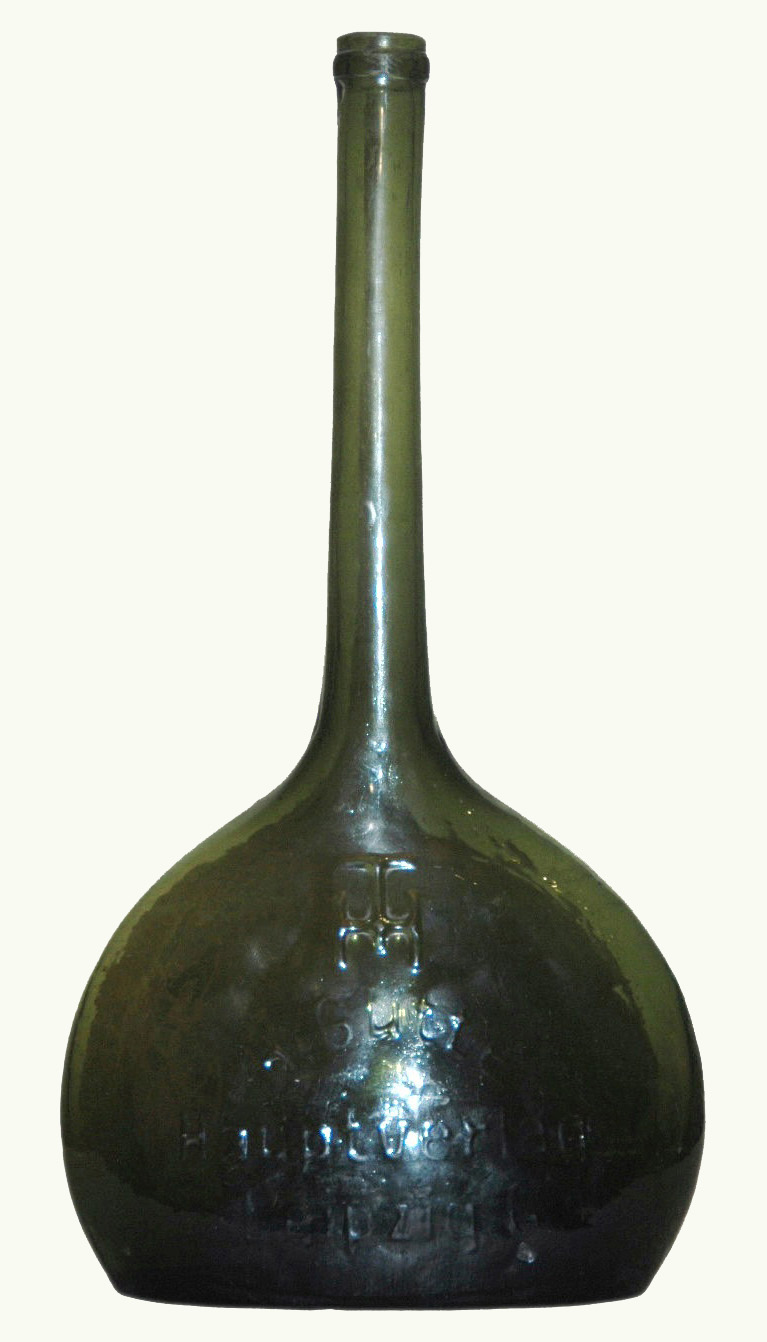
Ancienne bouteille de Gose (hauteur 33 cm)

La Gose est une bière allemande de type fermentation haute et spontanée. 
La recette contient également du sel et de la coriandre. La recette aurait été créée dans la ville de Goslar, située dans le massif du Harz dès le XIVe siècle. Son nom est issu de la petite rivière homonyme, la Gose (de), qui traverse Goslar.

## Composition
La Gose se distingue par l'ajout de sel et de coriandre ainsi que par une double fermentation spéciale : une fermentation haute classique puis une fermentation bactérienne dite spontanée dégageant de l'acide lactique, ce qui lui donne une saveur différente des autres bières allemandes, moins amère, plus douce et avec une légère acidité. Cela la fait ressembler aux lambics belges, telle la gueuze (dont le nom pourrait  provenir de la Gose[réf. souhaitée]). Le malt est en partie à base de blé, comme les bières dites blanches. Elle contient également du sel et de la coriandre.
Pour les Allemands, elle peut ne pas être considérée comme une bière au sens strict du terme, puisqu'elle comporte d'autres ingrédients que ceux strictement définis par la Reinheitsgebot. En effet, selon cette loi sur la pureté de la bière, les seuls ingrédients autorisés sont l'eau, le malt, le houblon et la levure.  

## Histoire
Elle est mentionnée pour la première fois dans un texte de 1332. Par la suite elle connut le succès à Leipzig, où elle fut également brassée. Elle fut très appréciée dès le XVIIIe siècle, jusqu'à devenir la boisson la plus appréciée de la ville Elle s'est répandue aussi à Halle et Dessau.
Ce type de bière faillit disparaître après la Seconde Guerre mondiale. Des brasseries situées en Allemagne de l'Est furent démontées pour être envoyées en URSS en 1945. Les autres brasseurs de Gose fermèrent dans les années de la fin de la guerre. Un brasseur artisanal, Friedrich Wurzler, tenta de relancer une brasserie de Gose entre 1949 et 1966. Puis ce type de bière disparut pendant une vingtaine d'années.
C'est en 1986 à Leipzig que la production fut relancée, avec l'ouverture d'un bar spécialisé appelé Ohne Bedenken (Sans-Souci). La bière était brassée selon la recette traditionnelle de la Gose dans un combinat de brasserie de Berlin-Est. Après la Réunification, la Gose revint au goût du jour et plusieurs brasseries relancèrent leur production. 
La Gose est de nos jours considérée comme une spécialité typique de Leipzig et est mise en valeur auprès des touristes,. Elle connaît également du succès, portée par la tendance des bières artisanales et des microbrasseries,.